# Собор Святого Павла (Данди)
Собор Святого Павла (англ. St Paul’s Cathedral) — англиканский храм в городе Данди (Шотландия), кафедральный собор епархии Брикина Шотландской епископальной церкви. Является памятником архитектуры категории А.

## История
В 1847 году Александр Пенроуз Форбс, став новым епископом Брикина, решил сделать Данди своей постоянной резиденцией.
Ко времени прибытия епископа Форбса прихожане часовни Святого Павла собиралась в доме на соседней Касл-стрит, который Форбс счёл «недостойным поклонения Всевышнему». Поэтому он «призвал свою паству взяться за святое дело строительства, во славу Бога, величественной церкви» — места, которое могло бы стать убежищем для многих бедняков, живших в близлежащих многоквартирных домах.
Первый камень в фундамент собора был заложен 21 июля 1853 года, а его строительство было завершено в 1855 году. Проект церкви в готическом стиле был разработан Джорджем Гилбертом Скоттом. Общая стоимость здания превысила 14 тысяч фунтов стерлингов, и общине потребовалось 10 лет, чтобы погасить долг за строительство. Церковь была освящена в День всех святых 1 ноября 1865 года.
Церковь Святого Павла получила статус собора в 1905 году. В колокольне собора 8 колоколов.